# Tricerro
Tricerro (Trisèr in piemontese) è un comune italiano di 660 abitanti della provincia di Vercelli in Piemonte.

## Storia

### Simboli
Lo stemma e il gonfalone sono stati concessi con decreto del presidente della Repubblica del 18 febbraio 1960.
Il gonfalone è un drappo partito di verde e di bianco.

## Società

### Evoluzione demografica
Negli ultimi cento anni, a partire dal 1921, la popolazione residente è diminuita di due terzi.
Abitanti censiti

## Infrastrutture e trasporti
Fra il 1878 e il 1949 Tricerro era servita dalla tranvia Vercelli-Trino.
Attualmente è servita dalle linee extraurbane 60, 94 di Atap.

## Amministrazione
Dal 10 giugno 2024 il sindaco di Tricerro è Mauro Burocco.

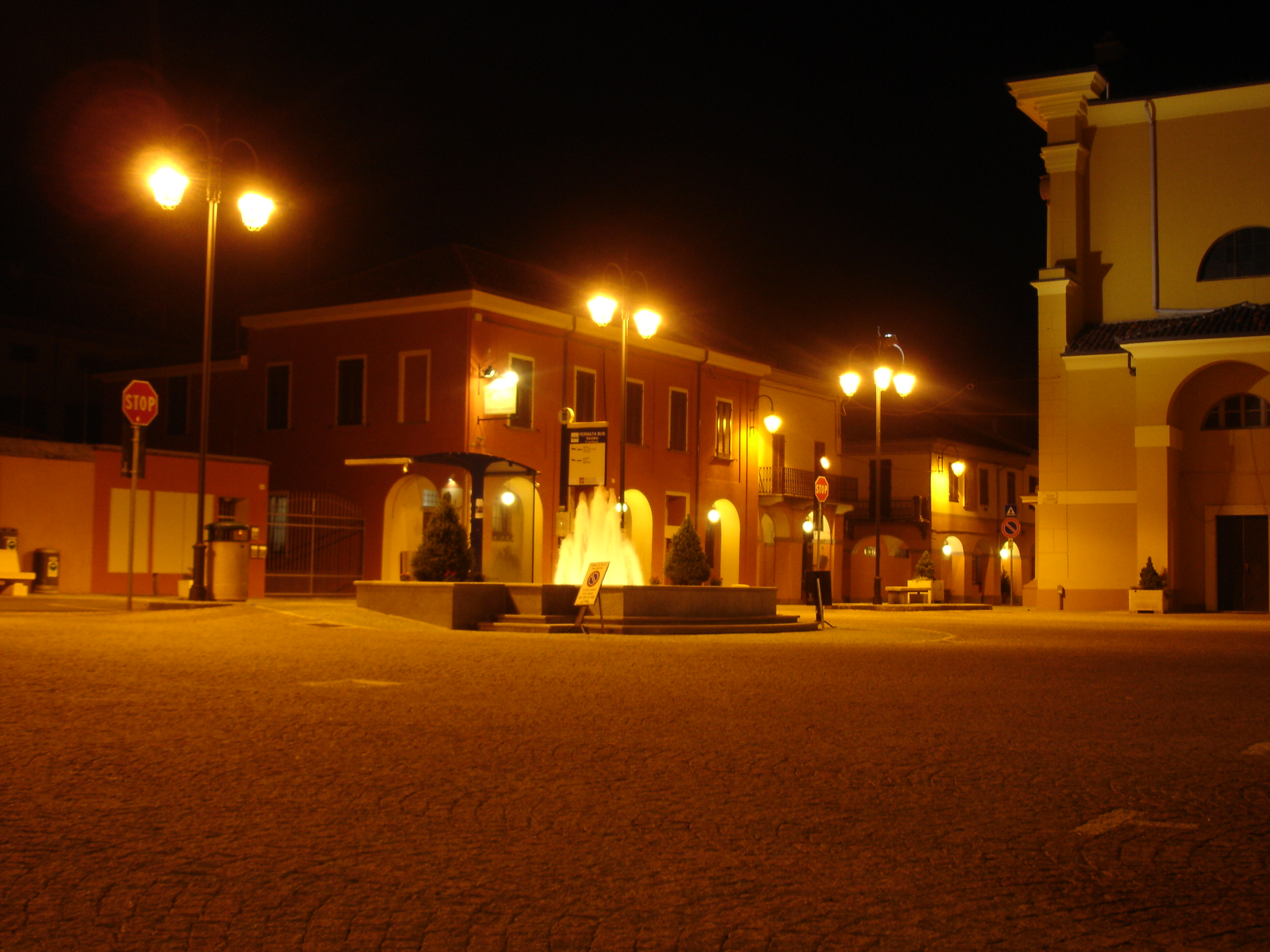
Piazza del Municipio in notturna

## Attrattive turistiche
È stato aperto nelle vicinanze del Comune un parco acquatico denominato "Acquasmile" che attira un discreto turismo.